# Mihuleni
Mihuleni è un comune della Moldavia situato nel distretto di Șoldănești di 618 abitanti al censimento del 2004.